# Dihidromorina
La dihidromorina  es un flavanonol, un tipo de flavonoide. Se puede encontrar en las plantas de la familia Moraceae incluyendo  Morus nigra, en Morus alba, Maclura pomifera (Maclura aurantiaca), en Artocarpus heterophyllus y en Artocarpus dadah.
La dihidromorina es un inhibidor de la tirosinasa.